# Johann Müller (Politiker, 1888)
Johann Müller (* 25. August 1888 in Wien; † 28. Jänner 1964 in Groß-Siegharts) war ein österreichischer Politiker und Textilarbeiter. Er war von 1934 bis 1938 Abgeordneter zum Landtag von Niederösterreich.
Johann Müller arbeitete als Textilarbeiter in Groß-Siegharts und war während des Austrofaschismus zwischen dem 22. November 1934 und dem 12. März 1938 Mitglied des Ständischen Landtags. Müller war Vertreter für Industrie und Bergbau, er verlor sein Mandat wie alle Abgeordneten des Ständischen Landtags nach der Machtübernahme der Nationalsozialisten und der Auflösung der Landtage.